# Natação nos Jogos Pan-Americanos de 2023 - 200 m costas masculino
A competição de 200 m costas masculino da natação nos Jogos Pan-Americanos de 2023 foi disputada em 22 de outubro no Centro Acuático Estadio Nacional, em Santiago, no Chile. No total, competiram 18 atletas de 14 Comitês Olímpicos Nacionais (CON).

## Calendário
Horário local (UTC-4).
| Data          | Horário | Fase          |
| ------------- | ------- | ------------- |
| 22 de outubro | 09:53   | Eliminatórias |
| 22 de outubro | 17:09   | Final B       |
| 22 de outubro | 17:15   | Final A       |

## Medalhistas
| Ouro   | USA Jack Aikins  |
| Prata  | USA Ian Grum     |
| Bronze | CAN Hugh McNeill |

## Recordes
Antes desta competição, os recordes mundiais e dos Jogos Pan-Americanos da prova eram os seguintes:
| Tipo                             | Atleta            | Tempo   | Local   | Data                |
| -------------------------------- | ----------------- | ------- | ------- | ------------------- |
|                                  | USA Aaron Peirsol | 1m51s92 | Roma    | 31 de julho de 2009 |
| Recorde dos Jogos Pan-Americanos | USA Sean Lehane   | 1m57s11 | Toronto | 15 de julho de 2015 |

O seguinte novo recorde foi estabelecido durante esta competição:
| Data                  | Prova   | Atleta      | Nacionalidade  | Tempo   | Recordes                         |
| --------------------- | ------- | ----------- | -------------- | ------- | -------------------------------- |
| 22 de outubro de 2023 | Final A | Jack Aikins | Estados Unidos | 1:56.58 | Recorde dos Jogos Pan-Americanos |

## Resultados

### Eliminatórias
Qualificação: Os oito mais rápidos (QA) qualificam-se para a final A e os próximos oito mais rápidos (QB) qualificam-se para a final B.
As eliminatórias foram realizadas em 22 de outubro.
| Pos. | Bateria | Raia | Atleta              | Nacionalidade                       | Tempo   | Notas |
| ---- | ------- | ---- | ------------------- | ----------------------------------- | ------- | ----- |
| 1    | 2       | 4    | Ian Grum            | USA Estados Unidos                  | 1:59.21 | QA    |
| 2    | 3       | 4    | Jack Aikins         | USA Estados Unidos                  | 1:59.28 | QA    |
| 3    | 2       | 5    | Yeziel Morales      | PUR Porto Rico                      | 2:00.39 | QA    |
| 4    | 3       | 5    | Raben Dommann       | CAN Canadá                          | 2:00.97 | QA    |
| 5    | 1       | 4    | Hugh McNeill        | CAN Canadá                          | 2:01.76 | QA    |
| 6    | 1       | 5    | Leonardo de Deus    | BRA Brasil                          | 2:01.79 | QA    |
| 7    | 2       | 3    | Omar Pinzon         | COL Colômbia                        | 2:01.92 | QA    |
| 8    | 1       | 3    | Brandonn Almeida    | BRA Brasil                          | 2:02.45 | QA    |
| 9    | 3       | 3    | Patrick Groters     | ARU Aruba                           | 2:04.50 | QB    |
| 10   | 2       | 6    | Tomás Di Paolo      | ARG Argentina                       | 2:04.86 | QB    |
| 11   | 1       | 2    | Jack Harvey         | BER Bermudas                        | 2:05.13 | QB    |
| 12   | 3       | 2    | Valentín Costantino | ARG Argentina                       | 2:05.66 | QB    |
| 13   | 1       | 6    | Matias López        | PAR Paraguai                        | 2:05.75 | QB    |
| 14   | 3       | 7    | Edhy Vargas         | CHI Chile                           | 2:06.28 | QB    |
| 15   | 3       | 6    | Diego Camacho       | MEX México                          | 2:06.54 | QB    |
| 16   | 2       | 7    | Maximillian Wilson  | ISV Ilhas Virgens Americanas        | 2:09.47 | QB    |
| 17   | 2       | 2    | Guido Montero       | CRC Costa Rica                      | 2:10.82 |       |
| 18   | 1       | 7    | Miguel Turcios      | EAI Equipe de Atletas Independentes | 2:14.62 |       |

### Final B
A final B foi realizada em 22 de outubro.
| Pos. | Raia | Atleta              | Nacionalidade                | Tempo   | Notas |
| ---- | ---- | ------------------- | ---------------------------- | ------- | ----- |
| 9    | 4    | Patrick Groters     | ARU Aruba                    | 2:02.83 |       |
| 10   | 6    | Valentín Costantino | ARG Argentina                | 2:03.93 |       |
| 11   | 5    | Tomás Di Paolo      | ARG Argentina                | 2:04.00 |       |
| 12   | 3    | Jack Harvey         | BER Bermudas                 | 2:04.57 |       |
| 13   | 7    | Edhy Vargas         | CHI Chile                    | 2:05.40 |       |
| 14   | 1    | Diego Camacho       | MEX México                   | 2:05.60 |       |
| 15   | 2    | Matias López        | PAR Paraguai                 | 2:06.15 |       |
| 16   | 8    | Maximillian Wilson  | ISV Ilhas Virgens Americanas | 2:10.67 |       |

### Final A
A final A foi realizada em 22 de outubro.
| Pos. | Raia | Atleta           | Nacionalidade      | Tempo   | Notas                            |
| ---- | ---- | ---------------- | ------------------ | ------- | -------------------------------- |
| 01 ! | 5    | Jack Aikins      | USA Estados Unidos | 1:56.58 | Recorde dos Jogos Pan-Americanos |
| 02 ! | 4    | Ian Grum         | USA Estados Unidos | 1:57.19 |                                  |
| 03 ! | 2    | Hugh McNeill     | CAN Canadá         | 1:59.96 |                                  |
| 4    | 3    | Yeziel Morales   | PUR Porto Rico     | 2:00.23 |                                  |
| 5    | 1    | Omar Pinzon      | COL Colômbia       | 2:01.42 |                                  |
| 6    | 8    | Brandonn Almeida | BRA Brasil         | 2:01.56 |                                  |
| 7    | 7    | Leonardo de Deus | BRA Brasil         | 2:01.66 |                                  |
| 8    | 6    | Raben Dommann    | CAN Canadá         | 2:03.52 |                                  |

Legenda
| Recorde mundial                  | Recorde mundial (World record)               |                       | Recorde africano                      | Recorde africano (African) |                                           | Q | Classificado por posição (Qualified) |
| Recorde dos Jogos Pan-Americanos | Recorde pan-americano (Pan-American record)  | Recorde da América    | Recorde da América (Americas)         | q                          | Classificado por melhor tempo (Qualified) |   |                                      |
| Melhor marca do ano              | Melhor marca do ano (World leading)          | Recorde asiático      | Recorde asiático (Asian)              | DNS                        | Não largou (Did not start)                |   |                                      |
| Recorde nacional                 | Recorde nacional (National record)           | Recorde europeu       | Recorde europeu (European)            | DNF                        | Não terminou (Did not finish)             |   |                                      |
| Recorde pessoal                  | Recorde pessoal do atleta (Personal best)    | Recorde da Oceania    | Recorde da Oceania (Oceania)          | DSQ / DQ                   | Desclassificado (Disqualified)            |   |                                      |
| Recorde da temporada             | Recorde da temporada do atleta (Season best) | Recorde sul-americano | Recorde sul-americano (South America) | NM                         | Sem marca (No mark)                       |   |                                      |